# Kuda Anbaraa
Kuda Anbaraa est une petite île inhabitée des Maldives.

## Géographie
Kuda Anbaraa est située dans le centre des Maldives, au Sud de l'atoll Felidhu, dans la subdivision de Vaavu. 